# استخوان‌بر

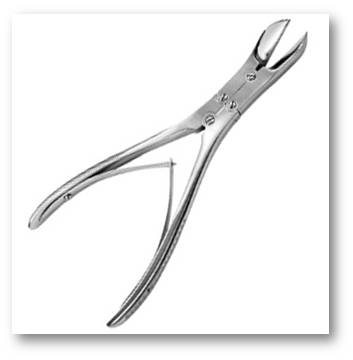
استخوان بر

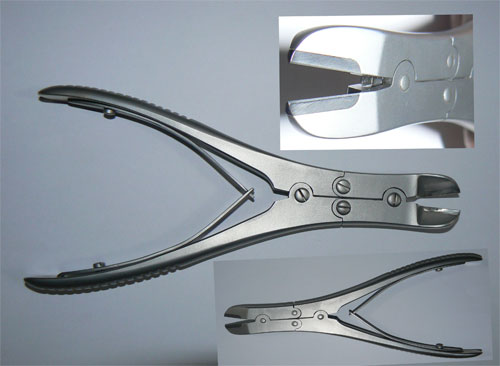
استخوان بر

استخوان بر (به انگلیسی: bone cutter) یکی از ابزارهای جراحی که از فولاد ضد زنگ ساخته می‌شود. از این وسیله برای بریدن استخوان استفاده می‌شود.
- انبرک‌های این وسیله بسیار برنده بوده و با کم‌ترین فشار (توسط دست جراح)، قادر به قطع استخوان‌های برابر با دهانه وسیله می‌باشند.
- در دسته این ابزار، فنرهایی جهت بازگشت دهانه به حالت اول تعبیه شده‌است.